# Emmi Creola-Maag
Emmi Creola-Maag (* 3. September 1912 in Zürich; † 2. Oktober 2006 in Bassersdorf) war eine Werbetexterin und die Erfinderin der fiktiven Schweizer Köchin Betty Bossi.

## Leben
Emmi Maag wurde als Tochter einer Hausfrau und eines Bahnangestellten in Zürich Unterstrass geboren. Ihrer Ehe mit Ernst Creola entsprangen drei Kinder. Die finanzielle Situation der Familie verschlechterte sich, woraufhin Creola-Maag eine Stelle als Werbetexterin antrat.
Emmi Creola-Maag wohnte in Winkel im Zürcher Unterland. Bis im 92. Lebensjahr lebte sie selbständig. In den letzten Jahren war sie auf Pflege angewiesen und übersiedelte wenige Monate vor ihrem Tod in ein Krankenheim, wo sie im Alter von 94 Jahren verstarb.

## Schaffen
Nach einer kaufmännischen Ausbildung arbeitete Emmi Maag in einem Reklamebüro. Abends lernte sie für die Matura, wo sie auch ihren zukünftigen Mann Ernst Creola kennenlernte. Nach erlangter Hochschulreife studierte Creola-Maag während fünf Semestern Germanistik.
Bei der Werbeagentur Lintas fand Emmi Creola anschliessend eine Stelle als Texterin. In dieser Eigenschaft betreute sie den Steffisburger Speisefetthersteller Astra und kreierte für ihn 1956 die fiktive Köchin Betty Bossi. Fünfzehn Jahre lang redigierte sie daraufhin die Werbezeitschrift Betty Bossi Post. Creola schlüpfte in der Werbefirma und bei Anlässen der Astra in die Rolle der Betty Bossi.
Creola galt darauf in der Schweiz als «Hausfrau der Nation». Rückblickend beschrieb sich Creola zum Zeitpunkt ihrer frühzeitigen Pensionierung im Jahr 1971 als ausgebrannt und gesundheitlich angeschlagen. Der Spagat zwischen Familie und Beruf beschrieb sie als sehr herausfordernd.